# Bactridium orientalis
Bactridium orientalis es una especie de coleóptero de la familia Monotomidae.

## Distribución geográfica
Habita en Nueva Guinea.